# Tethina histrica
Tethina histrica är en tvåvingeart som beskrevs av Lorenzo Munari 2009. Tethina histrica ingår i släktet Tethina och familjen Canacidae.
Artens utbredningsområde är Kroatien. Inga underarter finns listade i Catalogue of Life.